# Buk u Břevnovské brány v oboře Hvězda
Buk u Břevnovské brány v oboře Hvězda je památný strom, který roste u hlavní cesty k letohrádku asi 50 m od vstupu do obory takzvanou Břevnovskou branou, nazývanou někdy i Vypišská nebo Pražská brána. Strom s pěknými, pro buky typickými kořenovými náběhy patří k nejstarším bukům lesním (Fagus silvatica) vysazeným při obnově obory, tedy někdy po roce 1763. Odhadované stáří bylo (v roce 2016) asi 210 až 250 let.

## Základní údaje
- rok vyhlášení: 2001
- odhadované stáří:  230 let (v roce 2019)
- obvod kmene: 373 cm (2009), 380 cm (2013)[2]
- výška: 34 m (2009)
- výška koruny: 28 m (2001), 30.5 m (2009)
- šířka koruny: 26 m (2009)

## Stav stromu
Zdravotní stav stromu byl v roce 2009 hodnocen jako velmi dobrý, bez většího viditelného poškození. Doporučení pro údržbu – zdravotní a bezpečnostní řez (roste vedle hlavní cesty).

## Další zajímavosti
Buk lesní spolu s dubem zimním a habrem obecným jsou typickými dřevinami, které byly v oboře Hvězda vysazovány při její obnově na konci 18. století. Většinu stromů předtím zlikvidovala nejprve francouzská vojska v rámci válek o rakouské dědictví, potom pruská vojska v rámci Sedmileté války.
V oboře Hvězda jsou ještě další pozoruhodné buky: buk dvoják a buk pod letohrádkem. Poblíž Libocké brány je také památný dub a skupina jírovců. Nejbližšími zastávkami pražské MHD jsou stanice Obora Hvězda a Vypich.